# Ihor Korsun
Ihor Ivanovyč Korsun (in ucraino Ігор Іванович Корсун?; 15 giugno 1993) è un giocatore di calcio a 5 ucraino.

## Carriera
Korsun ha debuttato nella nazionale maschile di calcio a 5 dell'Ucraina nel 2016. Con l'Ucraina ha disputato il campionato europeo 2022 e la Coppa del Mondo 2024. Dopo una lunga militanza nel campionato nazionale con Uragan e Prodeksim, Korsun si è trasferito nell'agosto del 2024 allo Xota con cui ha esordito nella Primera División spagnola.

## Palmarès
- Campionato ucraino: 2
Prodeksim: 2018-2019, 2019-2020
- Coppa d'Ucraina: 2
Prodeksim: 2020-2021
Uragan: 2023-2024
- Supercoppa ucraina: 1
Prodeksim: 2021